# Damso/Diskografie
Diese Diskografie ist eine Übersicht über die musikalischen Werke des belgisch-kongolesischen Rappers, Sängers und Songwriters Damso. Den Schallplattenauszeichnungen zufolge hat er bisher mehr als 24,4 Millionen Tonträger verkauft. Seine erfolgreichste Veröffentlichung ist das Album Ipséité mit über einer Million verkauften Einheiten.

## Alben

### Studioalben
| Jahr | Titel Musiklabel                                                         | Höchstplatzierung, Gesamtwochen, AuszeichnungChartplatzierungen (Jahr, Titel, Musiklabel, Platzierungen, Wochen, Auszeichnungen, Anmerkungen) | Höchstplatzierung, Gesamtwochen, AuszeichnungChartplatzierungen (Jahr, Titel, Musiklabel, Platzierungen, Wochen, Auszeichnungen, Anmerkungen) | Höchstplatzierung, Gesamtwochen, AuszeichnungChartplatzierungen (Jahr, Titel, Musiklabel, Platzierungen, Wochen, Auszeichnungen, Anmerkungen) | Höchstplatzierung, Gesamtwochen, AuszeichnungChartplatzierungen (Jahr, Titel, Musiklabel, Platzierungen, Wochen, Auszeichnungen, Anmerkungen) | Anmerkungen                                                  | [↑]: gemeinsam behandelt mit vorhergehendem Eintrag; [←]: in beiden Charts platziert |
| Jahr | Titel Musiklabel                                                         | BEW | BEF | FR | CH | Anmerkungen                                                  |                                                                                      |
| ---- | ------------------------------------------------------------------------ | --- | --- | --- | --- | ------------------------------------------------------------ | ------------------------------------------------------------------------------------ |
| 2016 | Batterie faible 92i / Capitol Records (UMG)                              | BEW2 Platin · (… Wo.)BEW | BEF195 (1 Wo.)BEF | FR8 ×3Dreifachplatin · (85 Wo.)FR | CH19 (3 Wo.)CH | Erstveröffentlichung: 8. Juli 2016 Verkäufe: + 320.000       |                                                                                      |
| 2017 | Ipséité 92i / Capitol Records (UMG)                                      | BEW1 ×3Dreifachplatin · (… Wo.)BEW | BEF73 (46 Wo.)BEF | FR1 ×2Doppeldiamant · (106 Wo.)FR | CH5 (65 Wo.)CH | Erstveröffentlichung: 28. April 2017 Verkäufe: + 1.060.000   |                                                                                      |
| 2018 | Lithopédion 92i / Capitol Records (UMG)                                  | BEW1 ×2Doppelplatin · (… Wo.)BEW | BEF11 (10 Wo.)BEF | FR1 Diamant · (126 Wo.)FR | CH1 (9 Wo.)CH | Erstveröffentlichung: 15. Juni 2018 Verkäufe: + 540.000      |                                                                                      |
| 2020 | QALF Trente-quatre Centimes (UMG)                                        | BEW1 ×3Dreifachplatin · (… Wo.)BEW | BEF2 (35 Wo.)BEF | FR1 Diamant · (… Wo.)FR | CH3 (57 Wo.)CH | Erstveröffentlichung: 18. September 2020 Verkäufe: + 560.000 |                                                                                      |
| 2021 | QALF Infinity Trente-quatre Centimes (UMG)[BEW: ↑][BEF: ↑][FR: ↑][CH: ↑] | BEW1 ×3Dreifachplatin · (… Wo.)BEW | BEF2 (35 Wo.)BEF | FR1 Diamant · (… Wo.)FR | CH3 (57 Wo.)CH | Erstveröffentlichung: 28. April 2021                         |                                                                                      |
| 2024 | Vieux sons Trente-quatre Centimes (UMG)                                  | BEW2 (12 Wo.)BEW | BEF133 (1 Wo.)BEF | FR13 (6 Wo.)FR | CH16 (1 Wo.)CH | Erstveröffentlichung: 28. August 2024                        |                                                                                      |
| 2024 | J’ai menti Trente-quatre Centimes (UMG)                                  | BEW1 (… Wo.)BEW | BEF15 (… Wo.)BEF | FR2 Gold · (… Wo.)FR | CH2 (8 Wo.)CH | Erstveröffentlichung: 15. November 2024 Verkäufe: + 50.000   |                                                                                      |
| 2025 | Beyah Trente-quatre Centimes (UMG)                                       | BEW1 (… Wo.)BEW | BEF1 (… Wo.)BEF | FR1 Platin · (… Wo.)FR | CH2 (… Wo.)CH | Erstveröffentlichung: 30. Mai 2025 Verkäufe: + 100.000       |                                                                                      |

### Livealben
| Jahr | Titel Musiklabel          | Höchstplatzierung, Gesamtwochen, AuszeichnungChartplatzierungen (Jahr, Titel, Musiklabel, Platzierungen, Wochen, Auszeichnungen, Anmerkungen) | Höchstplatzierung, Gesamtwochen, AuszeichnungChartplatzierungen (Jahr, Titel, Musiklabel, Platzierungen, Wochen, Auszeichnungen, Anmerkungen) | Höchstplatzierung, Gesamtwochen, AuszeichnungChartplatzierungen (Jahr, Titel, Musiklabel, Platzierungen, Wochen, Auszeichnungen, Anmerkungen) | Höchstplatzierung, Gesamtwochen, AuszeichnungChartplatzierungen (Jahr, Titel, Musiklabel, Platzierungen, Wochen, Auszeichnungen, Anmerkungen) | Anmerkungen                            |
| Jahr | Titel Musiklabel          | BEW | BEF | FR | CH | Anmerkungen                            |
| ---- | ------------------------- | --- | --- | --- | --- | -------------------------------------- |
| 2023 | QALF Live Universal Music | BEW38 (3 Wo.)BEW | — | — | — | Erstveröffentlichung: 27. Oktober 2023 |

## Singles

### Als Leadmusiker
| Jahr | Titel Album                      | Höchstplatzierung, Gesamtwochen, AuszeichnungChartplatzierungen (Jahr, Titel, Album, Platzierungen, Wochen, Auszeichnungen, Anmerkungen) | Höchstplatzierung, Gesamtwochen, AuszeichnungChartplatzierungen (Jahr, Titel, Album, Platzierungen, Wochen, Auszeichnungen, Anmerkungen) | Höchstplatzierung, Gesamtwochen, AuszeichnungChartplatzierungen (Jahr, Titel, Album, Platzierungen, Wochen, Auszeichnungen, Anmerkungen) | Anmerkungen |
| Jahr | Titel Album                      | BEW | FR | CH | Anmerkungen |
| --- | -------------------------------- | --- | --- | --- | --- |
| 2016 | BruxellesVie Batterie faible     | — | FR101 Diamant · (1 Wo.)FR | — | Erstveröffentlichung: 1. April 2016 Verkäufe: + 333.333                                                            |
| 2016 | Paris c’est loin –               | BEW26 (1 Wo.)BEW | FR4 Diamant · (30 Wo.)FR | — | Erstveröffentlichung: 18. Juli 2016 Verkäufe: + 333.333; feat. Booba                                               |
| 2017 | Nwaar is the New Black Ipséité   | BEW8 (7 Wo.)BEW | FR2 Diamant · (37 Wo.)FR | — | Erstveröffentlichung: 28. April 2017 Verkäufe: + 233.333                                                           |
| 2017 | J Respect R Ipséité              | — | FR11 Diamant · (69 Wo.)FR | — | Erstveröffentlichung: 28. April 2017 Verkäufe: + 233.333                                                           |
| 2017 | Macarena Ipséité                 | BEW5 ×3Dreifachplatin · (81 Wo.)BEW | FR2 Diamant · (263 Wo.)FR | — | Erstveröffentlichung: 19. Mai 2017 Verkäufe: + 293.333                                                             |
| 2017 | Tueurs –                         | BEW10 (5 Wo.)BEW | FR15 Diamant · (28 Wo.)FR | CH63 (1 Wo.)CH | Erstveröffentlichung: 1. Dezember 2017 Verkäufe: + 333.333                                                         |
| 2018 | Mosaïque solitaire Ipséité       | — | FR6 Diamant · (100 Wo.)FR | — | Erstveröffentlichung: 16. März 2018 Verkäufe: + 233.333                                                            |
| 2018 | CQFD –                           | BEW42 (1 Wo.)BEW | FR26 Gold · (5 Wo.)FR | — | Erstveröffentlichung: 16. März 2018 Verkäufe: + 100.000                                                            |
| 2018 | Fais-moi un vie –                | BEW48 (1 Wo.)BEW | FR15 (13 Wo.)FR | CH100 (1 Wo.)CH | Erstveröffentlichung: 16. März 2018                                                                                |
| 2018 | TieksVie –                       | — | FR21 Platin · (14 Wo.)FR | — | Erstveröffentlichung: 16. März 2018 Verkäufe: + 200.000                                                            |
| 2018 | Smeagol –                        | — | FR48 (2 Wo.)FR | — | Erstveröffentlichung: 16. März 2018                                                                                |
| 2018 | Mort –                           | — | FR50 Gold · (2 Wo.)FR | — | Erstveröffentlichung: 16. März 2018 Verkäufe: + 100.000                                                            |
| 2018 | Mucho dinero –                   | — | FR59 (2 Wo.)FR | — | Erstveröffentlichung: 16. März 2018                                                                                |
| 2018 | Ipséité Lithopédion              | BEW2 (12 Wo.)BEW | FR1 Diamant · (42 Wo.)FR | CH26 (2 Wo.)CH | Erstveröffentlichung: 27. April 2018 Verkäufe: + 333.333                                                           |
| 2018 | Smog Lithopédion                 | BEW1 (9 Wo.)BEW | FR1 Diamant · (34 Wo.)FR | CH21 (4 Wo.)CH | Erstveröffentlichung: 11. Juni 2018 Verkäufe: + 333.333                                                            |
| 2018 | Julien Lithopédion               | BEW5 (2 Wo.)BEW | FR4 Platin · (13 Wo.)FR | — | Erstveröffentlichung: 15. Juni 2018 Verkäufe: + 200.000                                                            |
| 2018 | Humains Lithopédion              | — | FR— GoldFR | — | Erstveröffentlichung: 29. Juni 2018 Verkäufe: + 100.000                                                            |
| 2018 | Feu de bois Lithopédion          | BEW32 Gold · (4 Wo.)BEW | FR2 Diamant · (62 Wo.)FR | CH30 (2 Wo.)CH | Erstveröffentlichung: 27. Juli 2018 Verkäufe: + 343.333                                                            |
| 2018 | Rvre Process                     | — | FR101 (2 Wo.)FR | — | Erstveröffentlichung: 7. Dezember 2018 mit 404Billy                                                                |
| 2019 | JTC Diamond Rock                 | BEW46 (1 Wo.)BEW | FR16 (7 Wo.)FR | — | Erstveröffentlichung: 26. Juli 2019 mit Kalash                                                                     |
| 2019 | Praliné Diamond Rock             | — | FR65 (1 Wo.)FR | — | Erstveröffentlichung: 26. Juli 2019 mit Kalash                                                                     |
| 2020 | Œveillé –                        | BEW18 (2 Wo.)BEW | FR9 Gold · (5 Wo.)FR | CH77 (1 Wo.)CH | Erstveröffentlichung: 24. Januar 2020 Verkäufe: + 100.000                                                          |
| 2020 | BXL Zoo QALF                     | BEW1 Gold · (8 Wo.)BEW | FR3 Diamant · (26 Wo.)FR | CH16 (3 Wo.)CH | Erstveröffentlichung: 18. September 2020 Verkäufe: + 343.333; feat. Hamza                                          |
| 2020 | 911 QALF                         | BEW36 (3 Wo.)BEW | FR8 Diamant · (44 Wo.)FR | — | Erstveröffentlichung: 2. Oktober 2020 Verkäufe: + 333.333                                                          |
| 2020 | But en or Sélection naturelle    | BEW34 (1 Wo.)BEW | FR10 Gold · (9 Wo.)FR | CH92 (1 Wo.)CH | Erstveröffentlichung: 16. Oktober 2020 Verkäufe: + 100.000; mit Kalash Criminel                                    |
| 2021 | J’avais juste envie d’écrire –   | BEW49 (1 Wo.)BEW | FR25 Gold · (4 Wo.)FR | — | Erstveröffentlichung: 9. April 2021 Verkäufe: + 100.000                                                            |
| 2021 | Morose QALF Infinity             | BEW1 Platin · (9 Wo.)BEW | FR1 Diamant · (92 Wo.)FR | CH9 (6 Wo.)CH | Erstveröffentlichung: 30. April 2021 Verkäufe: + 353.333                                                           |
| 2022 | Malpolis Tombolo                 | BEW27 (2 Wo.)BEW | FR6 Gold · (10 Wo.)FR | CH48 (1 Wo.)CH | Erstveröffentlichung: 23. September 2022 Verkäufe: + 100.000; mit Kalash                                           |
| 2022 | Cœur de pirate –                 | BEW19 Gold · (7 Wo.)BEW | FR9 Platin · (13 Wo.)FR | — | Erstveröffentlichung: 17. Dezember 2022 Verkäufe: + 210.000                                                        |
| 2024 | Chrome J’ai menti                | BEW13 (3 Wo.)BEW | FR12 (5 Wo.)FR | CH68 (1 Wo.)CH | Erstveröffentlichung: 1. November 2024                                                                             |
| 2025 | Grand soleil –                   | — | FR56 (3 Wo.)FR | — | Erstveröffentlichung: 14. März 2025 feat. Various Artists; Benefizsingle für die Anti-AIDS-Veranstaltung Sidaction |
| Folgende Lieder erschienen nicht als Single, wurden aber durch das Album zum Download und Streaming bereitgestellt und konnten somit eine Platzierung erlangen: |                                  | | | | |
| |                                  | | | | |
| 2016 | Amnésie Batterie faible          | — | FR68 Platin · (23 Wo.)FR | — | Verkäufe: + 133.333                                                                                                |
| 2016 | Débrouillard Batterie faible     | — | FR187 Gold · (1 Wo.)FR | — | Verkäufe: + 66.666                                                                                                 |
| 2017 | #Quedusaalvie Ipséité            | — | FR5 Diamant · (31 Wo.)FR | — | Verkäufe: + 333.333                                                                                                |
| 2017 | Signaler Ipséité                 | — | FR5 Diamant · (135 Wo.)FR | — | Verkäufe: + 233.333                                                                                                |
| 2017 | Kiétu Ipséité                    | — | FR8 Diamant · (28 Wo.)FR | — | Verkäufe: + 333.333                                                                                                |
| 2017 | Dieu ne ment jamais Ipséité      | — | FR9 Diamant · (95 Wo.)FR | — | Verkäufe: + 333.333                                                                                                |
| 2017 | Gova Ipséité                     | — | FR13 Platin · (12 Wo.)FR | — | Verkäufe: + 200.000                                                                                                |
| 2017 | Kin la Belle Ipséité             | — | FR14 Diamant · (26 Wo.)FR | — | Verkäufe: + 333.333                                                                                                |
| 2017 | Lové Ipséité                     | — | FR15 Diamant · (23 Wo.)FR | — | Verkäufe: + 333.333                                                                                                |
| 2018 | Dix Leurres Lithopédion          | — | FR8 Platin · (13 Wo.)FR | — | Verkäufe: + 200.000                                                                                                |
| 2018 | Silence Lithopédion              | — | FR3 Diamant · (14 Wo.)FR | — | Verkäufe: + 333.333; feat. Angèle                                                                                  |
| 2018 | Baltringue Lithopédion           | — | FR7 Platin · (13 Wo.)FR | — | Verkäufe: + 200.000                                                                                                |
| 2018 | Noir meilleur Lithopédion        | — | FR19 Gold · (7 Wo.)FR | — | Verkäufe: + 100.000                                                                                                |
| 2018 | 60 années Lithopédion            | — | FR6 Diamant · (13 Wo.)FR | — | Verkäufe: + 333.333                                                                                                |
| 2018 | Même issue Lithopédion           | — | FR10 Gold · (9 Wo.)FR | — | Verkäufe: + 100.000                                                                                                |
| 2018 | William Lithopédion              | — | FR14 Gold · (7 Wo.)FR | — | Verkäufe: + 100.000                                                                                                |
| 2018 | Introduction Lithopédion         | — | FR11 Gold · (10 Wo.)FR | — | Verkäufe: + 100.000                                                                                                |
| 2018 | Festival de rêves Lithopédion    | — | FR9 Gold · (7 Wo.)FR | — | Verkäufe: + 100.000                                                                                                |
| 2018 | Perplexe Lithopédion             | — | FR15 Gold · (7 Wo.)FR | — | Verkäufe: + 100.000                                                                                                |
| 2020 | Deux toiles de mer QALF          | — | FR2 Diamant · (24 Wo.)FR | CH9 (3 Wo.)CH | Verkäufe: + 333.333                                                                                                |
| 2020 | Life Life QALF                   | — | FR5 Platin · (13 Wo.)FR | CH22 (2 Wo.)CH | Verkäufe: + 200.000                                                                                                |
| 2020 | Coeur en miettes QALF            | — | FR6 Diamant · (12 Wo.)FR | — | Verkäufe: + 333.333; feat. Lous and the Yakuza                                                                     |
| 2020 | Mevtr QALF                       | — | FR7 Gold · (8 Wo.)FR | — | Verkäufe: + 100.000                                                                                                |
| 2020 | Sentimental QALF                 | — | FR9 Platin · (9 Wo.)FR | — | Verkäufe: + 200.000                                                                                                |
| 2020 | BPM QALF                         | — | FR10 Platin · (10 Wo.)FR | — | Verkäufe: + 200.000                                                                                                |
| 2020 | D’ja roulé QALF                  | — | FR11 Gold · (7 Wo.)FR | — | Verkäufe: + 100.000                                                                                                |
| 2020 | Pour l’argent QALF               | — | FR14 Gold · (5 Wo.)FR | — | Verkäufe: + 100.000                                                                                                |
| 2020 | Rose Marthe’s Love QALF          | — | FR15 Gold · (7 Wo.)FR | — | Verkäufe: + 100.000                                                                                                |
| 2020 | Intro (Qualf) QALF               | — | FR16 Gold · (5 Wo.)FR | — | Verkäufe: + 100.000                                                                                                |
| 2020 | Fais ça bien QALF                | — | FR17 Gold · (5 Wo.)FR | — | Verkäufe: + 100.000; feat. Fally Ipupa                                                                             |
| 2020 | Thevie radio (Interlude) QALF    | — | FR23 (1 Wo.)FR | — | |
| 2021 | Vantablack QALF Infinity         | BEW— GoldBEW | FR3 Platin · (10 Wo.)FR | CH26 (2 Wo.)CH | Verkäufe: + 210.000                                                                                                |
| 2021 | OG QALF Infinity                 | — | FR13 Gold · (5 Wo.)FR | — | Verkäufe: + 100.000                                                                                                |
| 2021 | Dose QALF Infinity               | — | FR7 Gold · (7 Wo.)FR | — | Verkäufe: + 100.000                                                                                                |
| 2021 | 2 Diamants QALF Infinity         | BEW— GoldBEW | FR4 Platin · (13 Wo.)FR | CH35 (2 Wo.)CH | Verkäufe: + 210.000                                                                                                |
| 2021 | Chialer QALF Infinity            | — | FR8 Gold · (6 Wo.)FR | — | Verkäufe: + 100.000                                                                                                |
| 2021 | Thevie Radio QALF Infinity       | — | FR10 Gold · (11 Wo.)FR | — | Verkäufe: + 100.000                                                                                                |
| 2021 | Passion QALF Infinity            | — | FR12 Gold · (5 Wo.)FR | — | Verkäufe: + 100.000                                                                                                |
| 2021 | Zwaar QALF Infinity              | — | FR16 Gold · (5 Wo.)FR | — | Verkäufe: + 100.000                                                                                                |
| 2021 | Vivre un peu QALF Infinity       | — | FR15 Gold · (5 Wo.)FR | — | Verkäufe: + 100.000                                                                                                |
| 2021 | Youvoi QALF Infinity             | — | FR20 Gold · (5 Wo.)FR | — | Verkäufe: + 100.000                                                                                                |
| 2024 | Comment faire un tube Vieux sons | — | FR149 (1 Wo.)FR | — | |
| 2024 | Cosmos Vieux sons                | — | FR174 (1 Wo.)FR | — | |
| 2024 | Alpha J’ai menti                 | BEW3 (21 Wo.)BEW | FR1 Diamant · (… Wo.)FR | CH22 (4 Wo.)CH | Charteinstieg: 22. November 2024 Verkäufe: + 333.333; feat. Kalash                                                 |
| 2024 | Laisse-moi tranquille J’ai menti | BEW6 (1 Wo.)BEW | FR4 (4 Wo.)FR | CH37 (1 Wo.)CH | Charteinstieg: 22. November 2024                                                                                   |
| 2024 | Schéma J’ai menti                | BEW33 (1 Wo.)BEW | FR7 (3 Wo.)FR | — | Charteinstieg: 22. November 2024                                                                                   |
| 2024 | Limbisa ngai J’ai menti          | BEW37 (1 Wo.)BEW | FR9 (3 Wo.)FR | CH47 (1 Wo.)CH | Charteinstieg: 22. November 2024 feat. Kalash Criminel                                                             |
| 2024 | Tout tenter J’ai menti           | BEW7 (1 Wo.)BEW | FR11 (3 Wo.)FR | — | Charteinstieg: 22. November 2024 feat. Angèle                                                                      |
| 2024 | Mony J’ai menti                  | — | FR16 (2 Wo.)FR | — | Charteinstieg: 22. November 2024 feat. Michkavie                                                                   |
| 2024 | Conséquences J’ai menti          | — | FR19 (3 Wo.)FR | — | Charteinstieg: 22. November 2024                                                                                   |
| 2024 | 24h plus tôt J’ai menti          | — | FR24 (2 Wo.)FR | — | Charteinstieg: 22. November 2024                                                                                   |
| 2024 | La rue est morte J’ai menti      | — | FR27 (2 Wo.)FR | — | Charteinstieg: 22. November 2024                                                                                   |
| 2024 | Damsautiste J’ai menti           | — | FR37 (1 Wo.)FR | — | Charteinstieg: 22. November 2024                                                                                   |
| 2025 | Impardonnable Beyah              | BEW1 (… Wo.)BEW | FR2 Platin · (… Wo.)FR | CH7 (4 Wo.)CH | |
| 2025 | JCVDEMS Beyah                    | BEW4 (… Wo.)BEW | FR7 (6 Wo.)FR | — | |
| 2025 | Love Is Blind Beyah              | BEW5 (4 Wo.)BEW | FR5 (8 Wo.)FR | CH32 (2 Wo.)CH | |
| 2025 | Pa Pa Paw Beyah                  | BEW4 (… Wo.)BEW | FR6 Gold · (… Wo.)FR | CH33 (… Wo.)CH | feat. Sarah Sey |
| 2025 | Magic Beyah                      | BEW27 (… Wo.)BEW | FR11 (6 Wo.)FR | — | feat. I.A. |
| 2025 | Frère Beyah                      | — | FR20 (3 Wo.)FR | — | |
| 2025 | Qui m’a demandé Beyah            | — | FR21 (5 Wo.)FR | — | |
| 2025 | Wolof Beyah                      | — | FR22 (3 Wo.)FR | — | |
| 2025 | Vie olence Beyah                 | — | FR23 (3 Wo.)FR | — | |
| 2025 | T’es mon del Beyah               | — | FR24 (3 Wo.)FR | — | |
| 2025 | Ya tengo sentimentos Beyah       | — | FR27 (3 Wo.)FR | — | |
| 2025 | Police Beyah                     | — | FR41 (3 Wo.)FR | — | |
| 2025 | Kaki Beyah                       | — | FR44 (3 Wo.)FR | — | |
| 2025 | Fibonacci Beyah                  | — | FR50 (2 Wo.)FR | — | |
| 2025 | Mamilāh Beyah                    | — | FR52 (2 Wo.)FR | — | |

### Als Gastmusiker
| Jahr | Titel Album                                 | Höchstplatzierung, Gesamtwochen, AuszeichnungChartplatzierungen (Jahr, Titel, Album, Platzierungen, Wochen, Auszeichnungen, Anmerkungen) | Höchstplatzierung, Gesamtwochen, AuszeichnungChartplatzierungen (Jahr, Titel, Album, Platzierungen, Wochen, Auszeichnungen, Anmerkungen) | Höchstplatzierung, Gesamtwochen, AuszeichnungChartplatzierungen (Jahr, Titel, Album, Platzierungen, Wochen, Auszeichnungen, Anmerkungen) | Höchstplatzierung, Gesamtwochen, AuszeichnungChartplatzierungen (Jahr, Titel, Album, Platzierungen, Wochen, Auszeichnungen, Anmerkungen) | Höchstplatzierung, Gesamtwochen, AuszeichnungChartplatzierungen (Jahr, Titel, Album, Platzierungen, Wochen, Auszeichnungen, Anmerkungen) | Anmerkungen                                                                                            |
| Jahr | Titel Album                                 | BEW | FR | DE | AT | CH | Anmerkungen                                                                                            |
| --- | ------------------------------------------- | --- | --- | --- | --- | --- | --- |
| 2017 | Mobali Spécial                              | — | FR10 Diamant · (61 Wo.)FR | — | — | — | Erstveröffentlichung: 30. Juni 2017 Verkäufe: + 233.333; Siboy feat. Damso & Benash                    |
| 2017 | Mwaka Moon                                  | BEW1 Gold · (22 Wo.)BEW | FR1 Diamant · (53 Wo.)FR | DE26 Gold · (9 Wo.)DE | AT67 (2 Wo.)AT | CH25 (25 Wo.)CH | Erstveröffentlichung: 6. Oktober 2017 Verkäufe: + 443.333; Kalash feat. Damso                          |
| 2018 | Noche R.I.P.R.O.                            | — | FR2 Diamant · (23 Wo.)FR | — | — | CH65 (1 Wo.)CH | Erstveröffentlichung: 7. März 2018 Verkäufe: + 333.333; Lacrim feat. Damso                             |
| 2018 | Rêves bizarres La fête est finie – Épilogue | BEW1 (6 Wo.)BEW | FR1 Diamant · (31 Wo.)FR | — | — | CH15 (3 Wo.)CH | Erstveröffentlichung: 16. November 2018 Verkäufe: + 333.333; Orelsan feat. Damso                       |
| 2019 | Tricheur Les étoiles vagabondes             | BEW1 Gold · (13 Wo.)BEW | FR1 Diamant · (64 Wo.)FR | — | — | CH12 (4 Wo.)CH | Erstveröffentlichung: 7. Juni 2019 Verkäufe: + 343.333; Nekfeu feat. Damso                             |
| 2019 | Parovie Divergence                          | — | FR130 (1 Wo.)FR | — | — | — | Erstveröffentlichung: 28. Juni 2019 D.A.V feat. Damso                                                  |
| 2019 | Personne Ategban                            | — | FR36 Gold · (6 Wo.)FR | — | — | — | Erstveröffentlichung: 12. Juli 2019 Verkäufe: + 100.000; Vegedream feat. Damso                         |
| 2019 | Soliterrien Brutal 2                        | — | FR29 Gold · (3 Wo.)FR | — | — | — | Erstveröffentlichung: 27. September 2019 Verkäufe: + 100.000; Ikaz Boi feat. Damso                     |
| 2019 | God Bless Santa Sauce 2                     | BEW10 (5 Wo.)BEW | FR8 Diamant · (17 Wo.)FR | — | — | CH75 (2 Wo.)CH | Erstveröffentlichung: 20. Dezember 2019 Verkäufe: + 333.333; Hamza feat. Damso                         |
| 2020 | Best –                                      | — | — | — | — | — | Erstveröffentlichung: 16. Oktober 2020 Innoss’B feat. Damso                                            |
| 2021 | Êtranger Caméléon                           | — | FR188 (1 Wo.)FR | — | — | — | Erstveröffentlichung: 3. März 2021 Elgrandetoto feat. Damso                                            |
| 2021 | Démons Nonante-Cinq                         | BEW2 ×2Doppelplatin · (25 Wo.)BEW | FR5 Diamant · (58 Wo.)FR | — | — | CH31 (5 Wo.)CH | Erstveröffentlichung: 3. Dezember 2021 Verkäufe: + 373.333; Angèle feat. Damso                         |
| 2022 | Démons (live orchestral) –                  | — | — | — | — | — | Erstveröffentlichung: 1. März 2022 Angèle feat. Damso                                                  |
| 2022 | Dégaine –                                   | BEW15 (15 Wo.)BEW | FR1 Diamant · (35 Wo.)FR | — | — | CH19 (10 Wo.)CH | Erstveröffentlichung: 10. März 2022 Verkäufe: + 333.333; Aya Nakamura feat. Damso                      |
| 2022 | Wanted You to Know Persona                  | — | FR135 (1 Wo.)FR | — | — | — | Erstveröffentlichung: 24. März 2022 Selah Sue feat. Damso                                              |
| 2022 | I Love You Tombolo                          | — | FR32 (3 Wo.)FR | — | — | — | Erstveröffentlichung: 29. April 2022 Kalash feat. Damso                                                |
| 2022 | Bodies KMT                                  | BEW12 (5 Wo.)BEW | FR2 Platin · (21 Wo.)FR | — | — | CH19 (2 Wo.)CH | Erstveröffentlichung: 30. Juni 2022 Verkäufe: + 200.000; Gazo feat. Damso                              |
| 2023 | Nocif Sincèrement                           | BEW2 (22 Wo.)BEW | FR1 Diamant · (47 Wo.)FR | — | — | CH14 (5 Wo.)CH | Erstveröffentlichung: 15. Februar 2023 Verkäufe: + 333.333; Hamza feat. Damso                          |
| 2023 | Cœur de ice Diamant du bled                 | BEW2 (8 Wo.)BEW | FR1 Platin · (16 Wo.)FR | — | — | CH7 (3 Wo.)CH | Erstveröffentlichung: 15. März 2023 Verkäufe: + 200.000; Zola feat. Damso                              |
| 2023 | La rue –                                    | BEW2 (17 Wo.)BEW | FR1 Diamant · (38 Wo.)FR | — | — | CH15 (5 Wo.)CH | Erstveröffentlichung: 11. Mai 2023 Verkäufe: + 333.333; No Limit feat. Gazo & Damso                    |
| 2025 | Free Congo –                                | — | FR34 (3 Wo.)FR | — | — | — | Erstveröffentlichung: 21. Februar 2025 Gradur feat. Ninho, Josman, Youssoupha, Kalash Criminel & Damso |
| Folgende Lieder erschienen nicht als Single, wurden aber durch das Album zum Download und Streaming bereitgestellt und konnten somit eine Platzierung erlangen: |                                             | | | | | | |
| |                                             | | | | | | |
| 2015 | Pinocchio Nero Nemesis                      | — | FR115 (1 Wo.)FR | — | — | — | Booba feat. Damso & Gato Da Bato                                                                       |
| 2017 | Vitrine Agartha                             | — | FR71 Diamant · (20 Wo.)FR | — | — | — | Verkäufe: + 333.333; Vald feat. Damso                                                                  |
| 2017 | Ivre CDG                                    | — | FR75 Gold · (5 Wo.)FR | — | — | — | Verkäufe: + 66.666; Benash feat. Damso & Shay                                                          |
| 2017 | 113 Trône                                   | — | FR3 Platin · (17 Wo.)FR | — | — | CH38 (1 Wo.)CH | Verkäufe: + 133.333; Booba feat. Damso                                                                 |
| 2019 | Robe Poison ou antidote                     | — | FR31 Gold · (5 Wo.)FR | — | — | — | Charteinstieg: 22. November 2019 Dadju feat. Damso                                                     |
| 2020 | Promo M.I.L.S 3.0                           | — | FR2 Diamant · (27 Wo.)FR | — | — | CH36 (2 Wo.)CH | Charteinstieg: 13. März 2020 Verkäufe: + 333.333; Ninho feat. Damso                                    |
| 2021 | Du mal à te dire Stamina,                   | — | FR16 Diamant · (22 Wo.)FR | — | — | — | Charteinstieg: 3. Juli 2021 Verkäufe: + 333.333; Dinos feat. Damso                                     |
| 2021 | R9R-Line L’Étrange Histoire de Mr.Anderson  | BEW25 (2 Wo.)BEW | FR4 Platin · (19 Wo.)FR | — | — | CH55 (1 Wo.)CH | Charteinstieg: 17. Juli 2021 Verkäufe: + 200.000; Laylow feat. Damso                                   |
| 2022 | Rencontre L’amour                           | BEW11 Gold · (13 Wo.)BEW | FR1 Diamant · (68 Wo.)FR | — | — | CH28 (7 Wo.)CH | Charteinstieg: 25. März 2022 Verkäufe: + 343.333; Disiz feat. Damso                                    |
| 2022 | Lubie IOTA                                  | — | FR190 (1 Wo.)FR | — | — | — | Charteinstieg: 12. November 2022 Lous and the Yakuza feat. Damso                                       |
| 2024 | Pyramide                                    | BEW3 Platin · (13 Wo.)BEW | FR1 Diamant · (62 Wo.)FR | — | — | CH8 (5 Wo.)CH | Charteinstieg: 25. Februar 2024 Verkäufe: + 353.333; Werenoi feat. Damso                               |
| 2024 | 02:00 Jvlivs III: Ad Finem                  | BEW27 (2 Wo.)BEW | FR5 Gold · (16 Wo.)FR | — | — | CH58 (1 Wo.)CH | Charteinstieg: 14. Dezember 2024 Verkäufe: + 100.000; Sch feat. Damso                                  |
| 2025 | Triple V Diamant Noir                       | BEW6 (7 Wo.)BEW | FR1 Platin · (… Wo.)FR | — | — | CH11 (3 Wo.)CH | Verkäufe: + 200.000; Werenoi feat. Damso & Ninho                                                       |

## Boxsets
| Jahr | Titel Musiklabel                                    | Höchstplatzierung, Gesamtwochen, AuszeichnungChartplatzierungen (Jahr, Titel, Musiklabel, Platzierungen, Wochen, Auszeichnungen, Anmerkungen) | Höchstplatzierung, Gesamtwochen, AuszeichnungChartplatzierungen (Jahr, Titel, Musiklabel, Platzierungen, Wochen, Auszeichnungen, Anmerkungen) | Höchstplatzierung, Gesamtwochen, AuszeichnungChartplatzierungen (Jahr, Titel, Musiklabel, Platzierungen, Wochen, Auszeichnungen, Anmerkungen) | Höchstplatzierung, Gesamtwochen, AuszeichnungChartplatzierungen (Jahr, Titel, Musiklabel, Platzierungen, Wochen, Auszeichnungen, Anmerkungen) | Anmerkungen                                                                                          |
| Jahr | Titel Musiklabel                                    | BEW | BEF | FR | CH | Anmerkungen                                                                                          |
| ---- | --------------------------------------------------- | --- | --- | --- | --- | --- |
| 2018 | Intégrale 92i / Capitol Records                     | BEW172 (1 Wo.)BEW | — | — | — | Erstveröffentlichung: 14. Dezember 2018 Vinyl-Box der Alben Batterie faible, Ipséité und Lithopédion |
| 2019 | Ipséité + Lithopédion Universal Records             | — | — | — | — | Erstveröffentlichung: 9. August 2019                                                                 |
| 2021 | 2cd originaux: Qalf / Lithopédion Universal Records | — | — | — | — | Erstveröffentlichung: 6. August 2021                                                                 |

## Statistik

### Chartauswertung
|                     | BEW     | BEF     | FR    | CH    |
| ------------------- | ------- | ------- | ----- | ----- |
| Nummer-eins-Alben   | BEW5BEW | BEF1BEF | FR4FR | CH1CH |
| Top-10-Alben        | BEW7BEW | BEF1BEF | FR6FR | CH5CH |
| Alben in den Charts | BEW9BEW | BEF7BEF | FR7FR | CH7CH |

|                       | BEW      | FR      | DE    | AT    | CH     |
| --------------------- | -------- | ------- | ----- | ----- | ------ |
| Nummer-eins-Singles   | BEW7BEW  | FR14FR  | DE—DE | AT—AT | CH—CH  |
| Top-10-Singles        | BEW25BEW | FR64FR  | DE—DE | AT—AT | CH5CH  |
| Singles in den Charts | BEW75BEW | FR141FR | DE1DE | AT1AT | CH39CH |

### Auszeichnungen für Musikverkäufe
| Goldene Schallplatte - Frankreich - 2016: für das Lied AMN - 2017: für das Lied M. Noob Saibot - 2017: für das Lied Peur D’Être Père - 2017: für das Lied Z. Une Âme Pour Deux - 2020: für das Lied Aux Paradis - 2021: für das Lied Beautiful - 2021: für das Lied NMI - 2022: für das Lied Exutoire - 2022: für das Lied Monde - 2022: für das Lied QueDeLaVie - 2023: für das Lied Tard La Night - 2023: für das Lied Quotidien de baisé | Platin-Schallplatte - Frankreich - 2022: für das Lied Periscope - 2023: für das Lied Graine De Sablier Diamantene Schallplatte - Frankreich - 2022: für das Lied Autotune - 2022: für das Lied Z. Kietu |

Anmerkung: Auszeichnungen in Ländern aus den Charttabellen bzw. Chartboxen sind in ebendiesen zu finden.
| Land/RegionAuszeichnungen für Musikverkäufe (Land/Region, Auszeichnungen, Verkäufe, Quellen) | Gold       | Platin       | Diamant       | Verkäufe   | Quellen           |
| -------------------------------------------------------------------------------------------- | ---------- | ------------ | ------------- | ---------- | ----------------- |
| Belgien (BRMA)                                                                               | 8× Gold8   | 16× Platin16 | —             | 400.000    | ultratop.be       |
| Deutschland (BVMI)                                                                           | Gold1      | —            | —             | 200.000    | musikindustrie.de |
| Frankreich (SNEP)                                                                            | 47× Gold47 | 23× Platin23 | 46× Diamant46 | 23.816.648 | snepmusique.com   |
| Insgesamt                                                                                    | 56× Gold56 | 39× Platin39 | 46× Diamant46 |            |                   |